# Верх-Іча
Верх-Іча (рос. Верх-Ича) — село у Куйбишевському районі Новосибірської області Російської Федерації.
Входить до складу муніципального утворення Верх-Ічинська сільрада. Населення становить 396 осіб (2010).

## Історія
Згідно із законом від 2 червня 2004 року органом місцевого самоврядування є Верх-Ічинська сільрада.

## Населення
| 1926 | 2002 | 2007 | 2010 |
| ---- | ---- | ---- | ---- |
| 731  | ↘498 | ↗541 | ↘396 |